# Litsea pseudoelongata
Litsea pseudoelongata är en lagerväxtart som beskrevs av H. Liu. Litsea pseudoelongata ingår i släktet Litsea och familjen lagerväxter. Inga underarter finns listade i Catalogue of Life.